# Emil Winkler
Emil Ernst Oskar Winkler (5. května 1835 Falkenberg/Elster – 27. srpna 1888 Berlín) byl německý inženýr a vědec. Stal se profesorem a věnoval se především inženýrské mechanice, železnicím a mostům. Je známý především formulací a aplikací nosníků na pružném podkladu a dále formulací tzv. Winklerova kritéria pro vyšetření extrémního zatížení při výpočtech s příčinkovými čarami. Působil také v Praze.

## Biografie
Winkler přišel v dětství o otce, který spáchal sebevraždu, poté se vyučil jako zedník. Podařilo se mu však nakonec studovat v Drážďanech a doktorát získal na Lipské univerzitě. Působil v Drážďanech pak v Praze (1865 až 1868, Německá vysoká škola technická v Praze) a později ve Vídni, kde se stal profesorem. Nakonec působil od roku 1877 v Berlíně, kde se stal také děkanem a rektorem a kde později v r. 1888 zemřel.
Ačkoliv působil v Praze pouze tři roky, tak zde vytvořil své nejvýznamnější knihy:
- Die Lehre von der Elasticität und Festigkeit mit besonderer Rücksicht auf ihre Anwendung in der Technik. H. Dominicus, Prag 1867. (online)
- Vorträge über Eisenbahnbau, gehalten am königlich böhmischen polytechnischen Landesinstitut in Prag. H. Dominicus, Prag 1867.

Jako první zavedl teorii a aplikace nosníků na pružném (Winklerově) podkladu, která se používá a rozvíjí dodnes. Významné byly také jeho studie velkých deformací elastomerů.
Winklerovo dílo bylo oceněno udělením řádů v Prusku a Rumunsku a čestným doktorátem v italské Bologni.

## Další informace

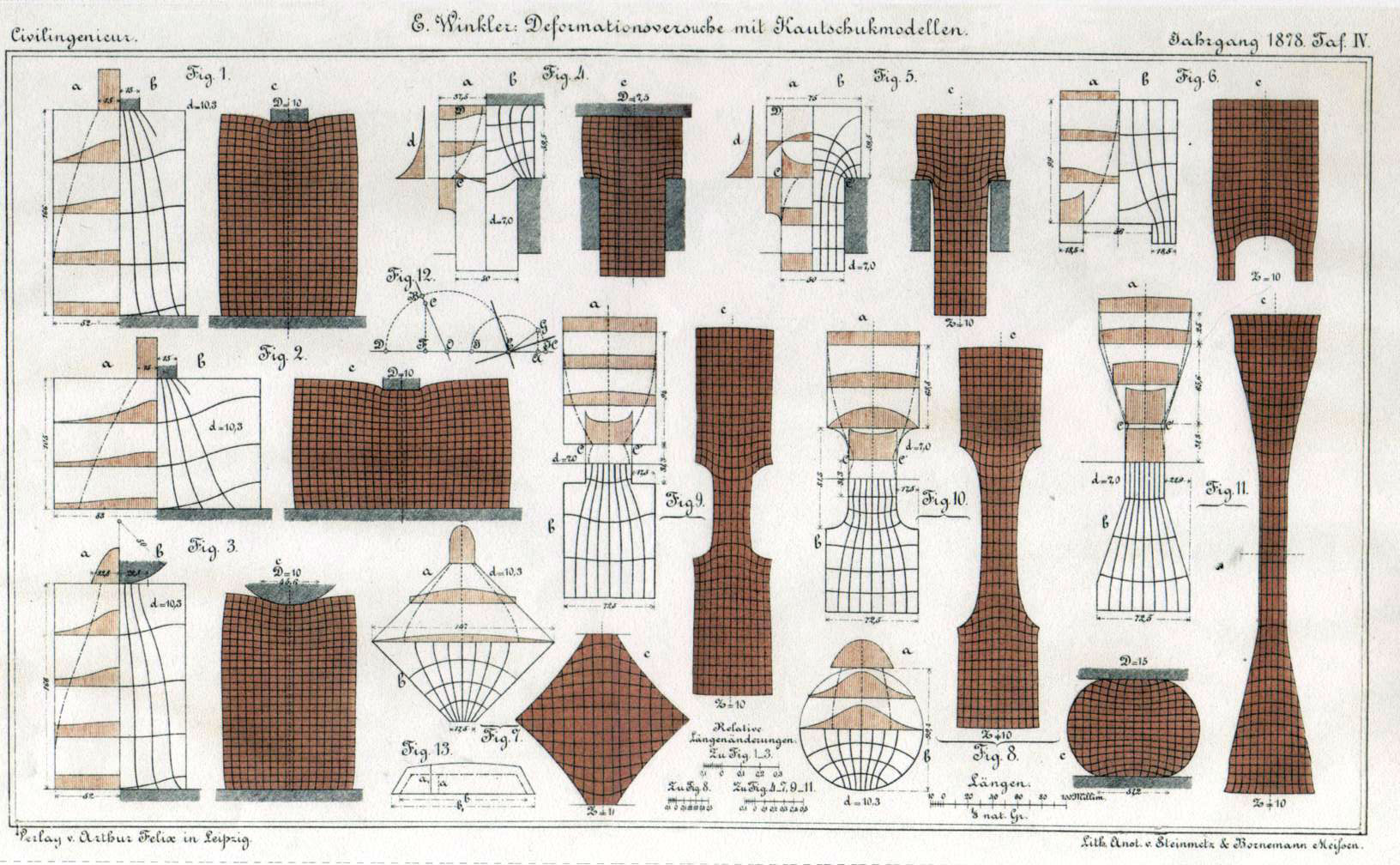
Emil Winkler – Studie velkých deformací elastomerů z r. 1878

Rakouská severní dráha označila jeho jménem jednu ze svých parních lokomotiv.